# Isla Besboro
La isla Besboro es una pequeña isla en el estrecho de Norton, mar de Bering, frente a las costas de Alaska. Se encuentra a 11 millas (18 kilómetros) al oeste de la península y 38 millas (61 km) millas al sur oeste de la Navidad Mountain, Nulato Hills.
Esta isla fue nombrada el 12 de septiembre de 1778 por el capitán James Cook, que lo publicó como "Besborough Island". Es parte de la unidad del Mar de Bering del Alaska Maritime National Wildlife Refuge.
Diversidad de especies habitan en esta isla, entre ellas, Passerella iliaca, Cepphus columba, Fratercula corniculata, Corvus corax, entre muchas otres especies.